# コルシカ憲法
コルシカ憲法（コルシカけんぽう、イタリア語: Costituzione della Corsica）は、18世紀後半にコルシカ島で制定された2つの憲法。1755年の第一次コルシカ憲法はコルシカ共和国、1794年の第二次コルシカ憲法はコルシカ王国（イギリスの衛星国）で制定された。

## 第一次コルシカ憲法
1755年、コルシカ民族主義の指導者パスカル・パオリはジェノヴァ共和国からの独立を宣言し、コルシカ共和国を建国した。第一次コルシカ憲法の条文は、当時コルシカの上流階層の文化および言語だったトスカナ語で書かれた。
パオリらが起草したこの憲法はジャン＝ジャック・ルソーの啓蒙思想に強い影響を受けている。ルソーは1763年にはコルシカ人たちに依頼されて『コルシカ国制案』を執筆している。イタリア語で書かれた初めての憲法であり、女性参政権を認める初めての試みであったが、1769年にフランスがコルシカ島を併合したことで憲法も廃止された。

## 第二次コルシカ憲法
イギリス支配下のコルシカ王国で1794年に策定された第二次コルシカ憲法は、有産者に普通選挙権を認めた。当時としては非常に民主的な憲法だったが、1796年のフランスによる再征服で廃止された。